# 라리가 2015-16
라리가 2015-16(스페인어: Primera División de España 2015-16, 협찬사의 이름을 따 리가 BBVA로도 불림)은 스페인 축구 1부 리그인 프리메라 디비시온의 85번째 시즌이다. 바르셀로나는 전 시즌 우승 구단이다. 이 시즌은 2015년 8월 21일에 시작되어 2016년 5월 15일에 막을 내렸다. 바르셀로나는 그라나다와의 최종전에서 3-0으로 이기면서 통산 24번째 우승이자 2년 연속 우승을 거두었다.
루이스 수아레스는 40골로 트로페오 피치치의 주인공이 되었는데, 그는 2008-09 시즌 이래 리오넬 메시나 크리스티아누 호날두 외에 최다 득점자로 등극한 첫 선수였다.

## 참가 구단

### 참가 구단의 변동
총 20개 구단이 리그에 참가했는데, 이 중 17개 구단은 2014-15 시즌에 참가했던 구단들이며, 나머지 3개 구단은 세군다 디비시온에서 승격한 구단들이다. 승격한 세 구단들 중 둘은 세군다 디비시온을 우승하거나 준우승한 구단들이고 (베티스와 스포르팅 히혼), 나머지 한 구단은 플레이오프전에서 승리한 구단(라스 팔마스)이다.
반면 알메리아와 코르도바는 1부 리그에서 각각 2년, 1년 만에 세군다 디비시온으로 강등되었다. 엘체는 행정조치에 따라 리그를 13위로 마무리하고도 강등당했다. 리그 규정에 따라 리그를 18위로 마무리한 에이바르가 라 리가에 잔류하게 되었다.
베티스는 세군다 디비시온을 우승한 구단으로 2015년 5월 24일에 알코르콘을 3-0으로 완파하고 가장 먼저 승격을 확정 지어 1년 만에 라 리가로 복귀했다.
2015년 6월 7일, 스포르팅 히혼은 최종전 끝에 베티스를 3-0으로 이기고 최종전을 비겨 2위 자리를 내준 지로나를 따돌려 승격 직행권을 손에 넣었다. 스포르팅 히혼은 3년 만에 1부 리그 무대에 복귀했다.
라스 팔마스는 2015년 6월 21일에 사라고사와의 결선 플레이오프전에서 원정 다득점 원칙에 따라 승격했다. 라스 팔마스는 1차전 원정 경기에서 1-3으로 패했지만, 2차전에서 2-0 완승을 거두며 역전에 성공해 13년 만의 1부 리그행에 성공했다. 라스 팔마스는 마요르카가 2012-13 시즌을 끝으로 강등당한 이래 1부 리그에 참가하는 본토 밖의 구단이 되었다. 라스 팔마스는 1부 리그 무대에 돌아오기 전까지 13년 중 2년을 3부 리그인 세군다 디비시온 B에서 보내기도 했다.

### 구단별 구장 위치
다음 구단들이 2015-16 시즌 라 리가에 참가했다:
| 구단                | 연고지                       | 경기장                 | 관중수 |
| ------------------- | ---------------------------- | ---------------------- | ------ |
| 아틀레틱 빌바오     | 빌바오                       | 산 마메스              | 53,289 |
| 아틀레티코 마드리드 | 마드리드                     | 비센테 칼데론          | 54,907 |
| 바르셀로나          | 바르셀로나                   | 캄 노우                | 99,354 |
| 베티스              | 세비야                       | 베니토 비야마린        | 52,500 |
| 셀타 비고           | 비고                         | 발라이도스             | 30,000 |
| 데포르티보          | 라 코루냐                    | 리아소르               | 34,600 |
| 에이바르            | 에이바르                     | 이푸루아               | 6,267  |
| 에스파뇰            | 바르셀로나                   | RCDE 스타디움          | 40,500 |
| 헤타페              | 헤타페                       | 콜리세움 알폰소 페레스 | 17,393 |
| 그라나다            | 그라나다                     | 누에보 로스 카르메네스 | 23,156 |
| 라스 팔마스         | 라스 팔마스 데 그란 카나리아 | 그란 카나리아          | 32,150 |
| 레반테              | 발렌시아                     | 발렌시아 시립 경기장   | 26,354 |
| 말라가              | 말라가                       | 라 로살레다            | 30,044 |
| 라요 바예카노       | 마드리드                     | 바예카스               | 14,708 |
| 레알 마드리드       | 마드리드                     | 산티아고 베르나베우    | 85,454 |
| 레알 소시에다드     | 산 세바스티안                | 아노에타               | 32,076 |
| 세비야              | 세비야                       | 산체스 피스후안        | 42,500 |
| 스포르팅 히혼       | 히혼                         | 엘 몰리논              | 29,029 |
| 발렌시아            | 발렌시아                     | 메스타야               | 55,000 |
| 비야레알            | 비야레알                     | 엘 마드리갈            | 24,890 |

### 자치주별 구단
|   | 자치주        | 구단 수 | 구단                                                      |
| - | ------------- | ------- | --------------------------------------------------------- |
| 1 | 안달루시아    | 4       | 베티스, 그라나다, 말라가, 세비야                          |
| 1 | 마드리드      | 4       | 아틀레티코 마드리드, 헤타페, 라요 바예카노, 레알 마드리드 |
| 3 | 바스크        | 3       | 아틀레틱 빌바오, 에이바르 레알 소시에다드                 |
| 3 | 발렌시아      | 3       | 레반테, 발렌시아, 비야레알                                |
| 5 | 카탈루냐      | 2       | 바르셀로나, 에스파뇰                                      |
| 5 | 갈리시아      | 2       | 셀타 비고, 데포르티보                                     |
| 7 | 아스투리아스  | 1       | 스포르팅 히혼                                             |
| 7 | 카나리아 제도 | 1       | 라스 팔마스                                               |

### 구단 인사 및 협찬사
| 구단                | 감독                   | 주장                 | 유니폼 제작사 | 협찬사                                    |
| ------------------- | ---------------------- | -------------------- | ------------- | ----------------------------------------- |
| 아틀레틱 빌바오     | 에르네스토 발베르데    | 카를로스 구르페기    | 나이키        | 쿠차은행                                  |
| 아틀레티코 마드리드 | 디에고 시메오네        | 가비                 | 나이키        | 플러스500, 아제르바이잔1, 화웨이2         |
| 바르셀로나          | 루이스 엔리케          | 안드레스 이니에스타  | 나이키        | 카타르 항공, UNICEF4, 베코2               |
| 베티스              | 구스타보 포예트        | 호르헤 몰리나        | 아디다스      | UED 스포츠, 위코1 3                       |
| 셀타 비고           | 에두아르도 베리소      | 우고 마요            | 아디다스      | 시트로엥, 아방카, 에스트레야 갈리시아3    |
| 데포르티보          | 빅토르 산체스          | 마누엘 파블로        | 로토          | 에스트레야 갈리시아, 아방카1, 西甲欢乐多5 |
| 에이바르            | 호세 루이스 멘딜리바르 | 다니 가르시아        | 푸마          | AVIA, 위코1 3                             |
| 에스파뇰            | 콘스탄틴 글커          | 하비 로페스          | 호마          | 라스타르                                  |
| 헤타페              | 후안 에스나이데르      | 페드로 레온          | 호마          | 테크노카사 그룹                           |
| 그라나다            | 호세 곤살레스          | 디에고 마인스        | 호마          | 솔버 스포츠 캐피털                        |
| 라스 팔마스         | 키케 세티엔            | 다비드 가르시아      | 아체르비스    | 그란 카나리아                             |
| 레반테              | 루비                   | 후안프란             | 나이키        | 이스트 유나이티드                         |
| 말라가              | 하비 그라시아          | 두다                 | 나이키        | 없음                                      |
| 라요 바예카노       | 파코 헤메스            | 다비드 코베뇨        | 켈미          | QBAO닷컴, 네비르1                         |
| 레알 마드리드       | 지네딘 지단            | 세르히오 라모스      | 아디다스      | 에미레이트 항공                           |
| 레알 소시에다드     | 에우세비오 사크리스탄  | 샤비 프리에토        | 아디다스      | QBAO닷컴, 쿠차은행1                       |
| 세비야              | 우나이 에메리          | 호세 안토니오 레예스 | 뉴 발란스     | 없음                                      |
| 스포르팅 히혼       | 아벨라르도 페르난데스  | 알베르토 로라        | 카파          | 히혼, 텔레케이블3, 아스투리아스 산악 소2  |
| 발렌시아            | 파코 아예스타란        | 파코 알카세르        | 아디다스      | 비인스포츠1                               |
| 비야레알            | 마르셀리노             | 브루노 소리아노      | 엑스테프      | 파메사 도자기                             |

1. ^ 유니폼 후면에 부착.
2. ^ 유니폼 소매에 부착.
3. ^ 하의에 부착.
4. ^ 바르셀로나는 UNICEF에 기부함에 따라 구단 유니폼에 자선 단체의 로고를 부착했다.
5. ^ 데포르티보의 하의 후면에는 중국어로 "라 리가는 다양하다"라고 새겨져 있었다.
6. 그 외로, 주심의 유니폼 또한 아디다스에서 제작하며, 뷔어트의 협찬을 받았고, 나이키가 전 경기에 오르뎀 LFP 공인구를 제공했다.

### 감독 교체
| 구단            | 해임 감독            | 해임 사유      | 해임 일자        | 리그 순위 | 취임 감독               | 취임 일자        |
| --------------- | -------------------- | -------------- | ---------------- | --------- | ----------------------- | ---------------- |
| 레알 마드리드   | 카를로 안첼로티      | 경질           | 2015년 5월 25일  | 개막 전   | 라파엘 베니테스         | 2015년 6월 3일   |
| 헤타페          | 파블로 프랑코        | 경질           | 2015년 6월 1일   | 개막 전   | 프란 에스크리바         | 2015년 6월 26일  |
| 에이바르        | 가이스카 가리타노    | 상호 계약 해지 | 2015년 6월 30일  | 개막 전   | 호세 루이스 멘딜리바르  | 2015년 6월 30일  |
| 라스 팔마스     | 파코 에레라          | 경질           | 2015년 10월 19일 | 19위      | 키케 세티엔             | 2015년 10월 19일 |
| 레반테          | 루카스 알카라스      | 경질           | 2015년 10월 26일 | 20위      | 루비                    | 2015년 10월 27일 |
| 레알 소시에다드 | 데이비드 모이스      | 경질           | 2015년 11월 9일  | 16위      | 에우세비오 사크리스탄   | 2015년 11월 9일  |
| 발렌시아        | 누누 이스피리투 산투 | 사임           | 2015년 11월 29일 | 9위       | 게리 네빌               | 2015년 12월 2일  |
| 에스파뇰        | 세르히오 곤살레스    | 경질           | 2015년 12월 14일 | 12위      | 콘스탄틴 글커           | 2015년 12월 14일 |
| 레알 마드리드   | 라파엘 베니테스      | 경질           | 2016년 1월 4일   | 3위       | 지네딘 지단             | 2016년 1월 4일   |
| 베티스          | 페페 멜              | 경질           | 2016년 1월 10일  | 15위      | 후안 메리노 (감독 대행) | 2016년 2월 3일   |
| 그라나다        | 호세 라몬 산도발     | 경질           | 2016년 2월 22일  | 20위      | 호세 곤살레스           | 2016년 2월 22일  |
| 발렌시아        | 게리 네빌            | 경질           | 2016년 3월 30일  | 14위      | 파코 아예스타란         | 2016년 3월 30일  |
| 헤타페          | 프란 에스크리바      | 경질           | 2016년 4월 11일  | 19위      | 후안 에스나이데르       | 2016년 4월 12일  |
| 베티스          | 후안 메리노          | 대행 기간 만료 | 2016년 5월 9일   | 14위      | 구스타보 포예트         | 2016년 5월 9일   |

## 리그 결과

### 시즌 요약
2016년 5월 14일, 바르셀로나는 누에보 로스 카르메네스에서 벌어진 그라나다와의 최종전을 3-0으로 이기면서 2년 연속 우승이자 통산 24번째 우승을 확정지었다. 레알 마드리드는 막판에 12경기 연승의 기록을 세우고도 승점 1점 차이로 바르셀로나에 밀려 준우승에 만족해야 했다. 아틀레티코 마드리드는 바르셀로나와 승점 3점 차이로 3위로 리그를 마감했는데, 레반테와의 37번째 리그 경기에서 패하면서 한 경기를 남겨놓고 리그 우승 경쟁에서 탈락했다.
레반테는 말라가와의 2016년 5월 2일 경기에서 1-3으로 패하면서 산술적으로 세군다 디비시온 강등이 확정된 첫 구단이었다. 2016년 5월 15일, 스포르팅 히혼은 비야레알을 2-0으로 이기는 와중에 헤타페가 베티스에게 패하면서 1부 리그 잔류를 확정지었고, 헤타페는 구단 역사상 처음으로 라 리가에서 강등당했다. 라요 바예카노도 최종전에서 승리를 쟁취하고도 강등의 쓴맛을 보았다.

### 최종 순위
| 순위 | 팀                  | 경기 | 승 | 무 | 패 | 득  | 실 | 차  | 승점 | 참가 자격 및 강등              |
| ---- | ------------------- | ---- | -- | -- | -- | --- | -- | --- | ---- | ------------------------------ |
| 1    | 바르셀로나 (C)      | 38   | 29 | 4  | 5  | 112 | 29 | +83 | 91   | 챔피언스리그 조별 리그 진출    |
| 2    | 레알 마드리드       | 38   | 28 | 6  | 4  | 110 | 34 | +76 | 90   | 챔피언스리그 조별 리그 진출    |
| 3    | 아틀레티코 마드리드 | 38   | 28 | 4  | 6  | 63  | 18 | +45 | 88   | 챔피언스리그 조별 리그 진출    |
| 4    | 비야레알            | 38   | 18 | 10 | 10 | 44  | 35 | +9  | 64   | 챔피언스리그 플레이오프전 진출 |
| 5    | 아틀레틱 빌바오     | 38   | 18 | 8  | 12 | 58  | 45 | +13 | 62   | 유로파리그 조별 리그 진출      |
| 6    | 셀타 비고           | 38   | 17 | 9  | 12 | 51  | 59 | −8  | 60   | 유로파리그 조별 리그 진출      |
| 7    | 세비야              | 38   | 14 | 10 | 14 | 51  | 50 | +1  | 52   | 챔피언스리그 조별 리그 진출    |
| 8    | 말라가              | 38   | 12 | 12 | 14 | 38  | 35 | +3  | 48   |                                |
| 9    | 레알 소시에다드     | 38   | 13 | 9  | 16 | 45  | 48 | −3  | 48   |                                |
| 10   | 베티스              | 38   | 11 | 12 | 15 | 34  | 52 | −18 | 45   |                                |
| 11   | 라스 팔마스         | 38   | 12 | 8  | 18 | 45  | 53 | −8  | 44   |                                |
| 12   | 발렌시아            | 38   | 11 | 11 | 16 | 46  | 48 | −2  | 44   |                                |
| 13   | 에스파뇰            | 38   | 12 | 7  | 19 | 40  | 74 | −34 | 43   |                                |
| 14   | 에이바르            | 38   | 11 | 10 | 17 | 49  | 61 | −12 | 43   |                                |
| 15   | 데포르티보          | 38   | 8  | 18 | 12 | 45  | 61 | −16 | 42   |                                |
| 16   | 그라나다            | 38   | 10 | 9  | 19 | 46  | 69 | −23 | 39   |                                |
| 17   | 스포르팅 히혼       | 38   | 10 | 9  | 19 | 40  | 62 | −22 | 39   |                                |
| 18   | 라요 바예카노 (R)   | 38   | 9  | 11 | 18 | 52  | 73 | −21 | 38   | 세군다 디비시온으로 강등       |
| 19   | 헤타페 (R)          | 38   | 9  | 9  | 20 | 37  | 67 | −30 | 36   | 세군다 디비시온으로 강등       |
| 20   | 레반테 (R)          | 38   | 8  | 8  | 22 | 37  | 70 | −33 | 32   | 세군다 디비시온으로 강등       |

1. ↑  코파 델 레이를 우승한 바르셀로나가 이미 리그 성적으로 유럽대항전 진출권을 확보함에 따라, 컵대회 우승에 따른 유로파리그 조별 리그 진출권은 리그 6위 구단에게 넘겨졌고, 6위에게 주어지는 유로파리그 3차 예선전 진출권은 리그 7위 구단에게 넘겨졌다.
2. ↑  세비야는 전년도 우승 자격으로 챔피언스리그 조별 리그 진출권을 획득했다. 유로파리그를 우승하지 못하였을 경우 리그 성적(7위)에 따른 유로파리그 3차 예선전에 진출할 예정이었다. 세비야의 챔피언스리그 진출로 이 진출권은 UEFA 규정에 따라 공석으로 남았다.
3. 1 2  말라가는 레알 소시에다드에 상대 전적으로 앞서서 윗 순위를 기록하였다: 말라가 3–1 레알 소시에다드, 레알 소시에다드 1–1 말라가.
4. 1 2  라스 팔마스는 발렌시아에 상대 전적으로 앞서서 윗 순위를 기록하였다: 발렌시아 1–1 라스 팔마스, 라스 팔마스 2–1 발렌시아.
5. 1 2  에스파뇰은 에이바르에 상대 골득실로 앞서서 윗 순위를 기록하였다: 에이바르 2–1 에스파뇰, 에스파뇰 4–2 에이바르.
6. 1 2  그라나다는 스포르팅 히혼에 상대 전적으로 앞서서 윗 순위를 기록하였다: 그라나다 2–0 스포르팅 히혼, 스포르팅 히혼 3–3 그라나다.

### 우승
| 라 리가 2015-16 우승   |
| ---------------------- |
| 바르셀로나 24번째 우승 |

### 순위 변동표
다음 순위 변동표는 매 라운드가 끝난 후의 구단들 순위를 나타낸다. 시간대에 따른 상황을 반영하기 위해, 연기된 경기는 본래 경기가 치러진 시점에 반영되지 않으나, 최종전에만 반영된다. 예를 들어 13라운드 경기 일정이 16라운드와 17라운드 사이에 치러진 경우, 연기된 경기 결과는 16라운드의 순위 변동표에 반영된다.
| 구단 ＼ 라운드      | 1  | 2  | 3  | 4  | 5  | 6  | 7  | 8  | 9  | 10 | 11 | 12 | 13 | 14 | 15 | 16 | 17 | 18 | 19 | 20 | 21 | 22 | 23 | 24 | 25 | 26 | 27 | 28 | 29 | 30 | 31 | 32 | 33 | 34 | 35 | 36 | 37 | 38 |
| ------------------- | -- | -- | -- | -- | -- | -- | -- | -- | -- | -- | -- | -- | -- | -- | -- | -- | -- | -- | -- | -- | -- | -- | -- | -- | -- | -- | -- | -- | -- | -- | -- | -- | -- | -- | -- | -- | -- | -- |
| 바르셀로나          | 5  | 4  | 1  | 1  | 5  | 2  | 4  | 3  | 2  | 2  | 1  | 1  | 1  | 1  | 1  | 1  | 1  | 2  | 2  | 2  | 1  | 1  | 1  | 1  | 1  | 1  | 1  | 1  | 1  | 1  | 1  | 1  | 1  | 1  | 1  | 1  | 1  | 1  |
| 레알 마드리드       | 10 | 5  | 2  | 2  | 1  | 3  | 2  | 1  | 1  | 1  | 2  | 3  | 3  | 3  | 3  | 3  | 3  | 3  | 3  | 3  | 3  | 3  | 3  | 3  | 3  | 3  | 3  | 3  | 3  | 3  | 3  | 3  | 3  | 3  | 3  | 3  | 2  | 2  |
| 아틀레티코 마드리드 | 3  | 3  | 6  | 5  | 4  | 5  | 5  | 4  | 3  | 4  | 3  | 2  | 2  | 2  | 2  | 2  | 2  | 1  | 1  | 1  | 2  | 2  | 2  | 2  | 2  | 2  | 2  | 2  | 2  | 2  | 2  | 2  | 2  | 2  | 2  | 2  | 3  | 3  |
| 비야레알            | 7  | 6  | 4  | 3  | 3  | 1  | 1  | 5  | 5  | 5  | 5  | 4  | 6  | 5  | 5  | 5  | 4  | 4  | 4  | 4  | 4  | 4  | 4  | 4  | 4  | 4  | 4  | 4  | 4  | 4  | 4  | 4  | 4  | 4  | 4  | 4  | 4  | 4  |
| 아틀레틱 빌바오     | 17 | 20 | 10 | 13 | 15 | 17 | 13 | 14 | 12 | 8  | 8  | 9  | 7  | 7  | 9  | 7  | 7  | 6  | 8  | 9  | 8  | 6  | 6  | 7  | 8  | 7  | 7  | 6  | 6  | 7  | 6  | 6  | 5  | 5  | 6  | 5  | 6  | 5  |
| 셀타 비고           | 2  | 1  | 3  | 4  | 2  | 4  | 3  | 2  | 4  | 3  | 4  | 5  | 4  | 4  | 4  | 4  | 5  | 5  | 5  | 5  | 5  | 7  | 7  | 8  | 6  | 6  | 6  | 7  | 7  | 5  | 5  | 5  | 6  | 6  | 5  | 6  | 5  | 6  |
| 세비야              | 13 | 17 | 18 | 20 | 20 | 16 | 12 | 13 | 8  | 11 | 10 | 11 | 10 | 10 | 7  | 8  | 8  | 9  | 7  | 7  | 7  | 5  | 5  | 5  | 5  | 5  | 5  | 5  | 5  | 6  | 7  | 7  | 7  | 7  | 7  | 7  | 7  | 7  |
| 말라가              | 9  | 15 | 15 | 18 | 19 | 18 | 17 | 17 | 16 | 17 | 17 | 20 | 18 | 17 | 16 | 13 | 11 | 11 | 10 | 12 | 12 | 10 | 10 | 11 | 12 | 11 | 11 | 12 | 9  | 8  | 8  | 8  | 8  | 9  | 10 | 8  | 8  | 8  |
| 레알 소시에다드     | 11 | 11 | 16 | 17 | 11 | 12 | 16 | 16 | 15 | 16 | 16 | 14 | 15 | 13 | 13 | 14 | 14 | 15 | 14 | 13 | 15 | 13 | 11 | 10 | 9  | 9  | 10 | 9  | 10 | 11 | 10 | 9  | 9  | 10 | 12 | 11 | 9  | 9  |
| 베티스              | 6  | 18 | 9  | 11 | 14 | 10 | 8  | 10 | 10 | 13 | 11 | 12 | 11 | 11 | 11 | 11 | 12 | 14 | 15 | 15 | 14 | 14 | 13 | 14 | 13 | 13 | 13 | 10 | 11 | 13 | 14 | 13 | 14 | 12 | 13 | 13 | 14 | 10 |
| 라스 팔마스         | 19 | 14 | 13 | 16 | 12 | 14 | 19 | 19 | 18 | 19 | 18 | 18 | 19 | 20 | 19 | 19 | 16 | 16 | 16 | 16 | 18 | 16 | 18 | 18 | 18 | 17 | 15 | 15 | 15 | 15 | 12 | 10 | 11 | 13 | 9  | 10 | 10 | 11 |
| 발렌시아            | 15 | 10 | 8  | 7  | 10 | 8  | 9  | 8  | 9  | 7  | 7  | 7  | 9  | 8  | 8  | 9  | 10 | 10 | 11 | 11 | 11 | 12 | 14 | 12 | 11 | 12 | 9  | 11 | 12 | 14 | 15 | 14 | 12 | 8  | 8  | 9  | 11 | 12 |
| 에스파뇰            | 4  | 8  | 12 | 8  | 6  | 9  | 10 | 9  | 11 | 10 | 13 | 10 | 12 | 12 | 12 | 12 | 13 | 12 | 13 | 14 | 13 | 15 | 17 | 17 | 16 | 14 | 14 | 14 | 14 | 12 | 13 | 15 | 15 | 15 | 15 | 14 | 15 | 13 |
| 에이바르            | 1  | 2  | 5  | 6  | 8  | 7  | 7  | 7  | 7  | 6  | 6  | 6  | 8  | 9  | 10 | 10 | 9  | 8  | 6  | 6  | 6  | 8  | 8  | 6  | 7  | 8  | 8  | 8  | 8  | 9  | 9  | 11 | 10 | 11 | 11 | 12 | 12 | 14 |
| 데포르티보          | 8  | 9  | 7  | 9  | 7  | 6  | 6  | 6  | 6  | 9  | 9  | 8  | 5  | 6  | 6  | 6  | 6  | 7  | 9  | 8  | 9  | 9  | 9  | 9  | 10 | 10 | 12 | 13 | 13 | 10 | 11 | 12 | 13 | 14 | 14 | 15 | 13 | 15 |
| 그라나다            | 20 | 7  | 11 | 15 | 18 | 20 | 20 | 20 | 19 | 18 | 19 | 17 | 17 | 18 | 17 | 17 | 18 | 17 | 17 | 17 | 16 | 18 | 19 | 19 | 20 | 19 | 18 | 18 | 17 | 17 | 17 | 17 | 17 | 17 | 17 | 16 | 16 | 16 |
| 스포르팅 히혼       | 14 | 12 | 17 | 10 | 13 | 15 | 11 | 12 | 17 | 12 | 14 | 15 | 16 | 14 | 14 | 16 | 17 | 18 | 18 | 19 | 19 | 17 | 16 | 16 | 17 | 18 | 19 | 19 | 19 | 19 | 18 | 18 | 18 | 18 | 18 | 18 | 18 | 17 |
| 라요 바예카노       | 12 | 16 | 19 | 12 | 9  | 11 | 15 | 15 | 14 | 15 | 12 | 13 | 14 | 16 | 18 | 18 | 19 | 19 | 19 | 18 | 17 | 19 | 15 | 15 | 15 | 16 | 16 | 17 | 16 | 16 | 16 | 16 | 16 | 16 | 16 | 17 | 19 | 18 |
| 헤타페              | 18 | 19 | 20 | 14 | 17 | 13 | 14 | 11 | 13 | 14 | 15 | 16 | 13 | 15 | 15 | 15 | 15 | 13 | 12 | 10 | 10 | 11 | 12 | 13 | 14 | 15 | 17 | 16 | 18 | 18 | 19 | 19 | 20 | 19 | 19 | 19 | 17 | 19 |
| 레반테              | 16 | 13 | 14 | 19 | 16 | 19 | 18 | 18 | 20 | 20 | 20 | 19 | 20 | 19 | 20 | 20 | 20 | 20 | 20 | 20 | 20 | 20 | 20 | 20 | 19 | 20 | 20 | 20 | 20 | 20 | 20 | 20 | 19 | 20 | 20 | 20 | 20 | 20 |

출처: BD푸트볼

### 경기 결과
| 홈 \ 어웨이         | ATH | ATM | FCB | CEL | RCD | EIB | ESP | GET | GCF | LPA | LEV | MCF | RVA  | RBB | RMA | RSO | SFC | RSG | VCF | VIL |
| ------------------- | --- | --- | --- | --- | --- | --- | --- | --- | --- | --- | --- | --- | ---- | --- | --- | --- | --- | --- | --- | --- |
| 아틀레틱 빌바오     | —   | 0–1 | 0–1 | 2–1 | 4–1 | 5–2 | 2–1 | 3–1 | 1–1 | 2–2 | 2–0 | 0–0 | 1–0  | 3–1 | 1–2 | 0–1 | 3–1 | 3–0 | 3–1 | 0–0 |
| 아틀레티코 마드리드 | 2–1 | —   | 1–2 | 2–0 | 3–0 | 3–1 | 1–0 | 2–0 | 3–0 | 1–0 | 1–0 | 1–0 | 1–0  | 5–1 | 1–1 | 3–0 | 0–0 | 1–0 | 2–1 | 0–0 |
| 바르셀로나          | 6–0 | 2–1 | —   | 6–1 | 2–2 | 3–1 | 5–0 | 6–0 | 4–0 | 2–1 | 4–1 | 1–0 | 5–2  | 4–0 | 1–2 | 4–0 | 2–1 | 6–0 | 1–2 | 3–0 |
| 셀타 비고           | 0–1 | 0–2 | 4–1 | —   | 1–1 | 3–2 | 1–0 | 0–0 | 2–1 | 3–3 | 4–3 | 1–0 | 3–0  | 1–1 | 1–3 | 1–0 | 1–1 | 2–1 | 1–5 | 0–0 |
| 데포르티보          | 2–2 | 1–1 | 0–8 | 2–0 | —   | 2–0 | 3–0 | 0–2 | 0–1 | 1–3 | 2–1 | 3–3 | 2–2  | 2–2 | 0–2 | 0–0 | 1–1 | 2–3 | 1–1 | 1–2 |
| 에이바르            | 2–0 | 0–2 | 0–4 | 1–1 | 1–1 | —   | 2–1 | 3–1 | 5–1 | 0–1 | 2–0 | 1–2 | 1–0  | 1–1 | 0–2 | 2–1 | 1–1 | 2–0 | 1–1 | 1–2 |
| 에스파뇰            | 2–1 | 1–3 | 0–0 | 1–1 | 1–0 | 4–2 | —   | 1–0 | 1–1 | 1–0 | 1–1 | 2–0 | 2–1  | 0–3 | 0–6 | 0–5 | 1–0 | 1–2 | 1–0 | 2–2 |
| 헤타페              | 0–1 | 0–1 | 0–2 | 0–1 | 0–0 | 1–1 | 3–1 | —   | 1–2 | 4–0 | 3–0 | 1–0 | 1–1  | 1–0 | 1–5 | 1–1 | 1–1 | 1–1 | 2–2 | 2–0 |
| 그라나다            | 2–0 | 0–2 | 0–3 | 0–2 | 1–1 | 1–3 | 1–1 | 3–2 | —   | 3–2 | 5–1 | 0–0 | 2–2  | 1–1 | 1–2 | 0–3 | 2–1 | 2–0 | 1–2 | 1–3 |
| 라스 팔마스         | 0–0 | 0–3 | 1–2 | 2–1 | 0–2 | 0–2 | 4–0 | 4–0 | 4–1 | —   | 0–0 | 1–1 | 0–1  | 1–0 | 1–2 | 2–0 | 2–0 | 1–1 | 2–1 | 0–0 |
| 레반테              | 2–2 | 2–1 | 0–2 | 1–2 | 1–1 | 2–2 | 2–1 | 3–0 | 1–2 | 3–2 | —   | 0–1 | 2–1  | 0–1 | 1–3 | 0–4 | 1–1 | 0–0 | 1–0 | 1–0 |
| 말라가              | 0–1 | 1–0 | 1–2 | 2–0 | 2–0 | 0–0 | 1–1 | 3–0 | 2–2 | 4–1 | 3–1 | —   | 1–1  | 0–1 | 1–1 | 3–1 | 0–0 | 1–0 | 1–2 | 0–1 |
| 라요 바예카노       | 0–3 | 0–2 | 1–5 | 3–0 | 1–3 | 1–1 | 3–0 | 2–0 | 2–1 | 2–0 | 3–1 | 1–2 | —    | 0–2 | 2–3 | 2–2 | 2–2 | 2–1 | 0–0 | 2–1 |
| 베티스              | 1–3 | 0–1 | 0–2 | 1–1 | 1–2 | 0–4 | 1–3 | 2–1 | 2–0 | 1–0 | 1–0 | 0–1 | 2–2  | —   | 1–1 | 1–0 | 0–0 | 1–1 | 1–0 | 1–1 |
| 레알 마드리드       | 4–2 | 0–1 | 0–4 | 7–1 | 5–0 | 4–0 | 6–0 | 4–1 | 1–0 | 3–1 | 3–0 | 0–0 | 10–2 | 5–0 | —   | 3–1 | 4–0 | 5–1 | 3–2 | 3–0 |
| 레알 소시에다드     | 0–0 | 0–2 | 1–0 | 2–3 | 1–1 | 2–1 | 2–3 | 1–2 | 3–0 | 0–1 | 1–1 | 1–1 | 2–1  | 2–1 | 0–1 | —   | 2–0 | 0–0 | 2–0 | 0–2 |
| 세비야              | 2–0 | 0–3 | 2–1 | 1–2 | 1–1 | 1–0 | 2–0 | 5–0 | 1–4 | 2–0 | 3–1 | 2–1 | 3–2  | 2–0 | 3–2 | 1–2 | —   | 2–0 | 1–0 | 4–2 |
| 스포르팅 히혼       | 0–2 | 2–1 | 1–3 | 0–1 | 1–1 | 2–0 | 2–4 | 1–2 | 3–3 | 3–1 | 0–3 | 1–0 | 2–2  | 1–2 | 0–0 | 5–1 | 2–1 | —   | 0–1 | 2–0 |
| 발렌시아            | 0–3 | 1–3 | 1–1 | 0–2 | 1–1 | 4–0 | 2–1 | 2–2 | 1–0 | 1–1 | 3–0 | 3–0 | 2–2  | 0–0 | 2–2 | 0–1 | 2–1 | 0–1 | —   | 0–2 |
| 비야레알            | 3–1 | 1–0 | 2–2 | 1–2 | 0–2 | 1–1 | 3–1 | 2–0 | 1–0 | 0–1 | 3–0 | 1–0 | 2–1  | 0–0 | 1–0 | 0–0 | 2–1 | 2–0 | 1–0 | —   |

## 시즌 통계

### 득점
- 시즌 1호골: 
  살바 세비야 (에스파뇰 vs 헤타페, 2015년 8월 22일)[32]
- 시즌 마지막 골: 
  알바로 메드란 (헤타페 vs 베티스, 2016년 5월 15일)[33]

### 득점 집계

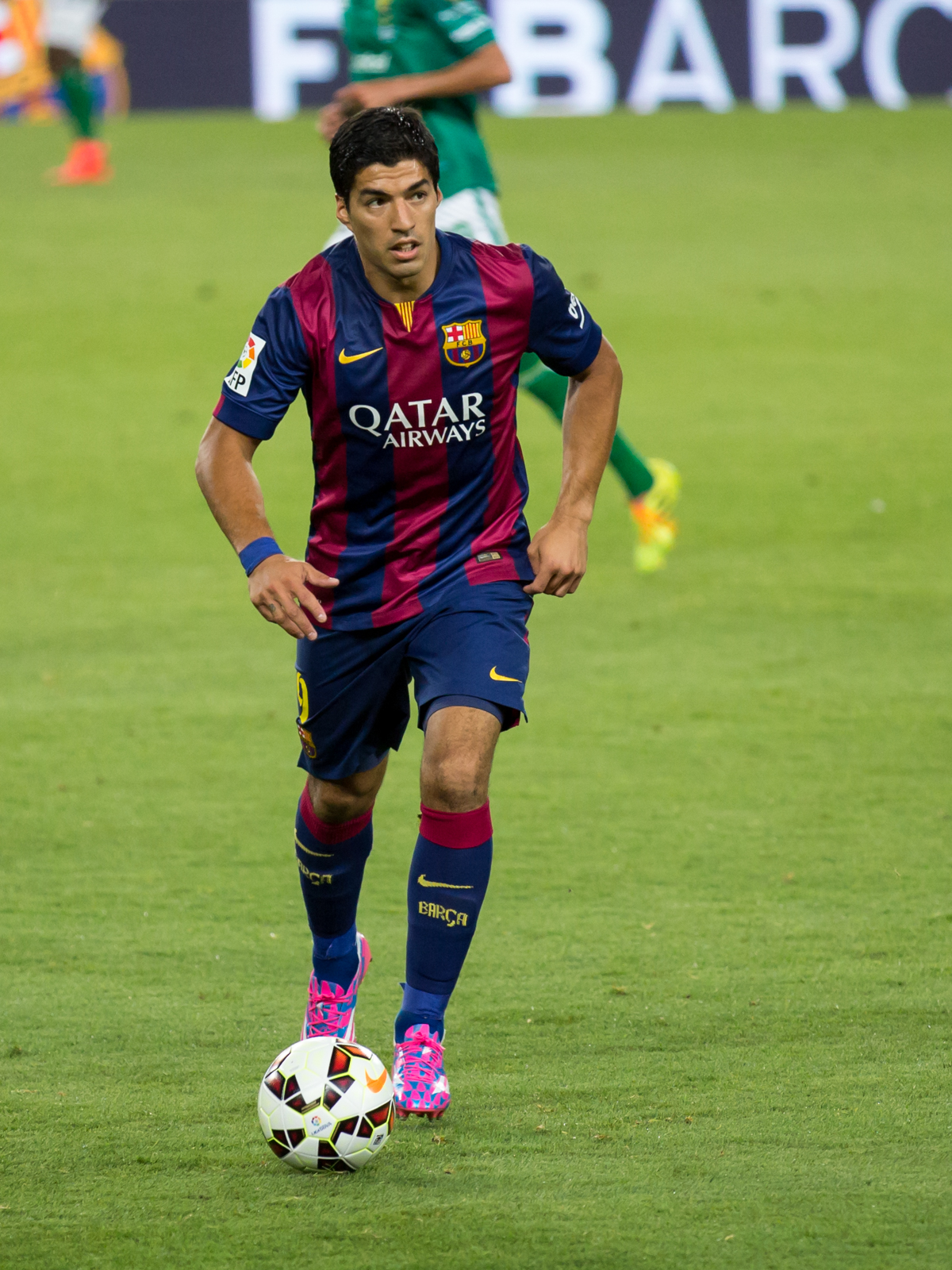
바르셀로나의 루이스 수아레스는 40골로 트로페오 피치치뿐만 아니라 유러피언 골든슈의 주인공도 되었다.

| 순위 | 이름                | 골 | 구단                |
| ---- | ------------------- | -- | ------------------- |
| 1    | 루이스 수아레스     | 40 | 바르셀로나          |
| 2    | 크리스티아누 호날두 | 35 | 레알 마드리드       |
| 3    | 리오넬 메시         | 26 | 바르셀로나          |
| 4    | 카림 벤제마         | 24 | 레알 마드리드       |
| 4    | 네이마르            | 24 | 바르셀로나          |
| 6    | 앙투안 그리즈만     | 22 | 아틀레티코 마드리드 |
| 7    | 아리츠 아두리스     | 20 | 아틀레틱 빌바오     |
| 8    | 가레스 베일         | 19 | 레알 마드리드       |
| 8    | 루벤 카스트로       | 19 | 베티스              |
| 10   | 보르하 바스톤       | 18 | 에이바르            |

### 도움 집계
| 순위 | 이름                | 도움 | 구단                |
| ---- | ------------------- | ---- | ------------------- |
| 1    | 리오넬 메시         | 16   | 바르셀로나          |
| 1    | 루이스 수아레스     | 16   | 바르셀로나          |
| 3    | 코케                | 14   | 아틀레티코 마드리드 |
| 4    | 네이마르            | 12   | 바르셀로나          |
| 5    | 크리스티아누 호날두 | 11   | 레알 마드리드       |
| 6    | 마르코 아센시오     | 10   | 에스파뇰            |
| 6    | 가레스 베일         | 10   | 레알 마드리드       |
| 6    | 토니 크로스         | 10   | 레알 마드리드       |
| 6    | 로베르토 솔다도     | 10   | 비야레알            |
| 10   | 호나탄 비에라       | 9    | 라스 팔마스         |

### 트로페오 사모라
마르카지는 최저 실점률을 기록한 골키퍼에게 트로페오 사모라를 수상했다. 이 상의 수상 자격을 얻으려면 최소 28경기 이상 출전해야 하며, 1경기 출전을 인정받으려면 해당 경기를 60분 이상 출전해야 했다.
| 순위 | 이름              | 실점 | 경기 | 실점률 | 구단                |
| ---- | ----------------- | ---- | ---- | ------ | ------------------- |
| 1    | 얀 오블라크       | 18   | 38   | 0.47   | 아틀레티코 마드리드 |
| 2    | 클라우디오 브라보 | 22   | 32   | 0.69   | 바르셀로나          |
| 3    | 알퐁스 아레올라   | 26   | 32   | 0.81   | 비야레알            |
| 4    | 케일러 나바스     | 28   | 34   | 0.82   | 레알 마드리드       |
| 5    | 고르카 이라이소스 | 37   | 36   | 1.03   | 아틀레틱 빌바오     |

### 해트트릭 목록
| 선수                 | 구단            | 상대            | 결과      | 날짜             | 주석                                   |
| -------------------- | --------------- | --------------- | --------- | ---------------- | -------------------------------------- |
| 크리스티아누 호날두5 | 레알 마드리드   | 에스파뇰        | 6–0 (원)  | 2015년 9월 12일  | 리포트                                 |
| 이마놀 아기레체      | 레알 소시에다드 | 그라나다        | 3–0 (원)  | 2015년 9월 22일  | 리포트                                 |
| 샤를리스             | 말라가          | 레알 소시에다드 | 3–1 (안)  | 2015년 10월 3일  | 리포트                                 |
| 네이마르4            | 바르셀로나      | 라요 바예카노   | 5–2 (안)  | 2015년 10월 17일 | 리포트                                 |
| 케뱅 가메이로        | 세비야          | 헤타페          | 5–0 (안)  | 2015년 10월 24일 | 리포트                                 |
| 루이스 수아레스      | 바르셀로나      | 에이바르        | 3–1 (안)  | 2015년 10월 25일 | 리포트                                 |
| 아리츠 아두리스      | 아틀레틱 빌바오 | 라요 바예카노   | 3–0 (원)  | 2015년 11월 29일 | 리포트                                 |
| 안토니오 사나브리아  | 스포르팅 히혼   | 라스 팔마스     | 3–1 (안)  | 2015년 12월 6일  | 리포트                                 |
| 가레스 베일4         | 레알 마드리드   | 라요 바예카노   | 10–2 (안) | 2015년 12월 20일 | 리포트                                 |
| 카림 벤제마          | 레알 마드리드   | 라요 바예카노   | 10–2 (안) | 2015년 12월 20일 | 리포트                                 |
| 리오넬 메시          | 바르셀로나      | 그라나다        | 4–0 (안)  | 2016년 1월 9일   | 리포트                                 |
| 가레스 베일          | 레알 마드리드   | 데포르티보      | 5–0 (안)  | 2016년 1월 9일   | 리포트                                 |
| 루이스 수아레스      | 바르셀로나      | 아틀레틱 빌바오 | 6–0 (안)  | 2016년 1월 17일  | 리포트                                 |
| 안토니오 사나브리아  | 스포르팅 히혼   | 레알 소시에다드 | 5–1 (안)  | 2016년 1월 22일  | 리포트                                 |
| 크리스티아누 호날두  | 레알 마드리드   | 에스파뇰        | 6–0 (안)  | 2016년 1월 31일  | 리포트 보관됨 2021-09-24 - 웨이백 머신 |
| 루이스 수아레스      | 바르셀로나      | 셀타 비고       | 6–1 (안)  | 2016년 2월 14일  | 리포트                                 |
| 아리츠 아두리스      | 아틀레틱 빌바오 | 데포르티보      | 4–1 (안)  | 2016년 3월 2일   | 리포트                                 |
| 리오넬 메시          | 바르셀로나      | 라요 바예카노   | 5–1 (원)  | 2016년 3월 3일   | 리포트                                 |
| 크리스티아누 호날두4 | 레알 마드리드   | 셀타 비고       | 7–1 (안)  | 2016년 3월 5일   | 리포트                                 |
| 루이스 수아레스4     | 바르셀로나      | 데포르티보      | 8–0 (원)  | 2016년 4월 20일  | 리포트                                 |
| 파코 알카세르        | 발렌시아        | 에이바르        | 4–0 (안)  | 2016년 4월 20일  | 리포트                                 |
| 유세프 엘-아라비     | 그라나다        | 레반테          | 5–1 (안)  | 2016년 4월 21일  | 리포트                                 |
| 루이스 수아레스4     | 바르셀로나      | 스포르팅 히혼   | 6–0 (안)  | 2016년 4월 23일  | 리포트                                 |
| 루이스 수아레스      | 바르셀로나      | 그라나다        | 3–0 (원)  | 2016년 5월 14일  | 리포트                                 |

4 해당 경기에서 4골 기록
5 해당 경기에서 5골 기록
(안) – 안방 경기; (원) – 원정 경기

### 징계
출처:
- 최다 경고 구단: 그라나다 (136회)
- 최다 경고 선수: 루벤 페레스 (그라나다, 17회)
- 최다 퇴장 구단: 라요 바예카노 (10회)
- 최다 퇴장 선수: 7명 (각 2회) 
 아이타미 아르틸레스 (라스 팔마스), 구스타보 카브랄 (셀타 비고), 나초 카세스 (스포르팅 히혼), 데이베르송 (레반테), 세르히오 라모스 (레알 마드리드), 빅토르 산체스 (에스파뇰), 시망 (레반테)

### 기타
- 최다 승리 - 바르셀로나 (29승)
- 최소 승리 - 데포르티보, 레반테 (8승)
- 최다 무승부 - 데포르티보 (18무)
- 최소 무승부 - 바르셀로나, 아틀레티코 마드리드 (4무)
- 최다 패배 - 레반테 (22패)
- 최소 패배 - 레알 마드리드 (4패)
- 최다 득점 - 바르셀로나 (112골)
- 최소 득점 - 베티스 (34골)
- 최다 실점 - 에스파뇰 (74골)
- 최소 실점 - 아틀레티코 마드리드 (18골)

### 관중 통계
| 순위 | 구단                | 합계       | 최고   | 최저   | 평균   | 변동    |
| ---- | ------------------- | ---------- | ------ | ------ | ------ | ------- |
| 1    | 바르셀로나          | 1,486,763  | 98,902 | 65,531 | 78,251 | +0.8%   |
| 2    | 레알 마드리드       | 1,286,433  | 80,148 | 61,564 | 67,707 | −7.8%   |
| 3    | 아틀레티코 마드리드 | 820,812    | 51,933 | 29,737 | 43,201 | −7.2%   |
| 4    | 아틀레틱 빌바오     | 797,268    | 47,785 | 37,552 | 41,961 | +3.3%   |
| 5    | 발렌시아            | 709,329    | 47,217 | 27,876 | 37,333 | −14.8%  |
| 6    | 베티스              | 686,700    | 46,061 | 24,879 | 36,142 | +18.0%1 |
| 7    | 세비야              | 646,007    | 40,395 | 21,915 | 34,000 | +9.3%   |
| 8    | 스포르팅 히혼       | 440,723    | 28,140 | 19,536 | 23,196 | +20.1%1 |
| 9    | 데포르티보          | 437,148    | 29,666 | 16,185 | 23,008 | +8.1%   |
| 10   | 라스 팔마스         | 402,922    | 28,414 | 15,819 | 21,206 | +32.4%1 |
| 11   | 말라가              | 401,292    | 28,290 | 13,909 | 21,121 | −5.1%   |
| 12   | 레알 소시에다드     | 386,468    | 27,484 | 12,755 | 20,340 | −8.0%   |
| 13   | 에스파뇰            | 348,353    | 27,395 | 12,461 | 18,334 | −1.9%   |
| 14   | 셀타 비고           | 342,272    | 24,519 | 13,584 | 18,014 | −5.9%   |
| 15   | 비야레알            | 318,573    | 23,450 | 12,843 | 16,767 | +5.0%   |
| 16   | 그라나다            | 301,361    | 20,552 | 12,711 | 15,861 | −3.8%   |
| 17   | 레반테              | 259,258    | 22,424 | 9,225  | 13,645 | −10.6%  |
| 18   | 라요 바예카노       | 218,308    | 13,775 | 9,301  | 11,490 | +8.1%   |
| 19   | 헤타페              | 138,861    | 12,772 | 4,532  | 7,308  | −0.7%   |
| 20   | 에이바르            | 98,868     | 5,941  | 4,215  | 5,204  | +8.9%   |
|      | 리그 합계           | 10,527,719 | 98,902 | 4,215  | 27,705 | +3.6%   |

참고:
1: 전 시즌 세군다 디비시온 소속

## 라리가 시상식

### 연간
라 리가의 리그 사무국인 스페인 프로축구연맹(LFP)은 라리가 시상식을 실시하여 시즌의 최우수 선수와 감독을 선정했다.
| 수상 부문       | 수상자                                |
| --------------- | ------------------------------------- |
| 최우수 선수     | 앙투안 그리즈만 (아틀레티코 마드리드) |
| 최우수 감독     | 디에고 시메오네 (아틀레티코 마드리드) |
| 최우수 골키퍼   | 얀 오블라크 (아틀레티코 마드리드)     |
| 최우수 수비수   | 디에고 고딘 (아틀레티코 마드리드)     |
| 최우수 미드필더 | 루카 모드리치 (레알 마드리드)         |
| 최우수 공격수   | 리오넬 메시 (바르셀로나)              |

### 월간
| 월   | 이달의 감독           | 이달의 감독         | 이달의 선수     | 이달의 선수         | 주            |
| 월   | 감독                  | 구단                | 선수            | 구단                | 주            |
| ---- | --------------------- | ------------------- | --------------- | ------------------- | ------------- |
| 9월  | 마르셀리노            | 비야레알            | 놀리토          | 셀타 비고           | [ 42 ] [ 43 ] |
| 10월 | 에르네스토 발베르데   | 아틀레틱 빌바오     | 보르하 바스톤   | 에이바르            | [ 44 ] [ 45 ] |
| 11월 | 디에고 시메오네       | 아틀레티코 마드리드 | 네이마르        | 바르셀로나          | [ 46 ] [ 47 ] |
| 12월 | 하비 그라시아         | 말라가              | 루카스 페레스   | 데포르티보          | [ 48 ] [ 49 ] |
| 1월  | 우나이 에메리         | 세비야              | 리오넬 메시     | 바르셀로나          | [ 50 ] [ 51 ] |
| 2월  | 에우세비오 사크리스탄 | 레알 소시에다드     | 미쿠            | 라요 바예카노       | [ 52 ] [ 53 ] |
| 3월  | 키케 세티엔           | 라스 팔마스         | 아리츠 아두리스 | 아틀레틱 빌바오     | [ 54 ] [ 55 ] |
| 4월  | 지네딘 지단           | 레알 마드리드       | 코케            | 아틀레티코 마드리드 | [ 56 ] [ 57 ] |
| 5월  | 루이스 엔리케         | 바르셀로나          | 루이스 수아레스 | 바르셀로나          | [ 58 ] [ 59 ] |

## 중계권
텔레포니카는 스페인의 2015-16 시즌 독점 중계 계약을 맺었다. 스카이 스포츠는 영국에서 비인스포츠는 영국, 캐나다, MENA, 프랑스, 그리고 중동의 중계권을 가져갔다. 대한민국은 인터넷 중계 외에 KBSN 스포츠가 중계권 계약을 맺었다.

## 같이 보기
- 세군다 디비시온 2015-16
- 코파 델 레이 2015-16